# حسين أباد ملك
حسين أباد ملك (بالفارسية: حسین‌آباد ملک) هي قرية تقع في غلستان في إيران. يقدر عدد سكانها بـ 1,171 نسمة .